# Handimiku
Handimiku – wieś w Estonii, w prowincji Võru, w gminie Rõuge.